# Amandus

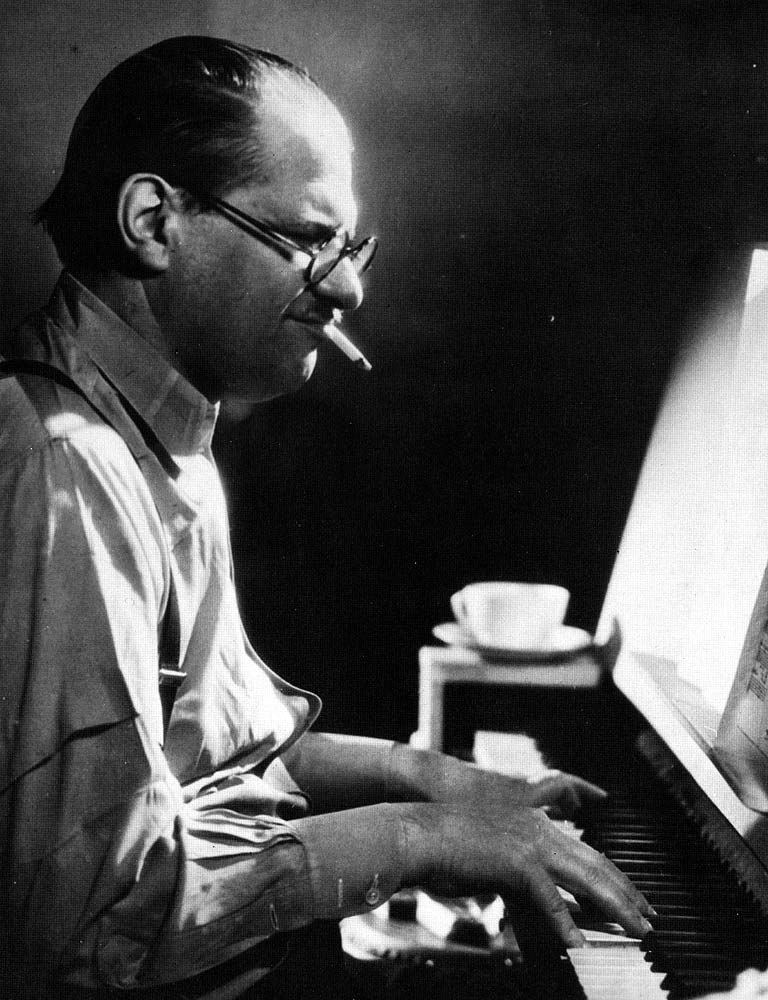
Sven Allan Amandus Arefeldt, 1945.

Amandus är ett mansnamn (av latin) med betydelsen 'den som är värd att älska'. 
Namnet är maskulinformen av Amanda. Det finns 560 män som har förnamnet Amandus i Sverige. Av dessa har 114 namnet Amandus som tilltalsnamn. Namnet förekom förr i almanackan den 26 oktober fram mot år 1901, då namnet ersattes med Amanda.

## Personer med förnamnet Amandus
- Amandus, född cirka 584 och död cirka 676, Belgiens apostel.
- Felix Amandus de Muelenaere, född 1793 död 1862, belgisk politiker.
- Hermann Amandus Schwarz, född 1843 död 1921, tysk matematiker.
- Sven Amandus Olsson, född 1861 död 1944, svensk riksdagsledamot kallad Olsson i Åsen.
- Amandus Bonnesen, född 1871 död 1929, dansk cirkusartist.
- Enok Amandus Runefors, född 1878 i Madesjö död 1965, svensk riksdagsledamot kallad Runefors i Ruskemåla.
- Sven Allan Amandus Arefeldt, född 1908 död 1956, svensk textförfattare, sångare, kompositör och musiker.
- Amandus Johnson, född 1877, död 1974, svenskamerikansk historiker.

## Fiktiva
- Amandus Propp, Nils Poppes rollfigur i pjäsen Fars lille påg.